# Thrybius ungulatus
Thrybius ungulatus är en stekelart som först beskrevs av Johann Ludwig Christian Gravenhorst 1829.  Thrybius ungulatus ingår i släktet Thrybius och familjen brokparasitsteklar. Inga underarter finns listade i Catalogue of Life.